# Ланьер, Аллен
Аллен Гловер Ланьер (англ. Allen Glover Lanier; 25 июня 1946 −14 августа 2013) — американский музыкант, один из основателей группы Blue Öyster Cult. В коллективе отвечал за клавишные и ритм-гитару. Проживал на Манхэттене.

## Биография
Для Blue Öyster Cult Ланьер написал ряд песен, вошедших в различные альбомы группы: «True Confessions», «Tenderloin», «Searchin' for Celine», «In Thee» и «Lonely Teardrops». Вне коллектива он сотрудничал с разными группами и исполнителями, такими как Патти Смит, с которой он играл на протяжении почти всех 1970-х годов, Джим Кэрролл, The Dictators, The Clash и другими.
В 1967 году он присоединился к Blue Öyster Cult, которая тогда носила название Soft White Underbelly. Он оставил группу в 1985 году и был заменён Томми Звончеком (ранее играл с Кларенсом Клемонсом и с Public Image Ltd). Однако в 1987 году Аллен вернулся в группу и продолжал с ней играть вплоть до осени 2006 года.
Без официального объявления от Blue Öyster Cult, на официальном сайте группы была убрана фотография Аллена. Краткое упоминание на странице Ричи Кастеллано было следующим: «С уходом на пенсию Аллена Ланьера, Ричи перешел на место клавишника и гитариста. Он является мастером в обоих этих сферах.» Это указывает на то, что Аллен ушёл из Blue Oyster Cult и из музыки в целом в 2007 году, сыграв свой последний концерт в конце 2006 года. Он снова воссоединился с группой на её 40 юбилейном концерте, проходившем в Нью-Йорке в ноябре 2012 года. Это был последний раз, когда его видели вместе с группой.
14 августа 2013 года Blue Öyster Cult сообщили о смерти Аллена Ланьера. На своей официальной странице на Facebook группа написала следующее: «Аллен скончался в результате осложнений, вызванных хронической обструктивной болезнью легких». Вокалист Эрик Блум прокомментировал:

Мой дорогой друг Аллен Ланьер покинул нас.  Я буду скучать по этому парню, несмотря на то, что мы не общались некоторое время. Он был очень талантлив и как музыкант, и как мыслитель. Он увлеченно интересовался книгами на любые темы, особенно касающихся религии. Мы вместе объездили много мест, делили комнату первые дни. Мы веселились, смеялись и играли. Все фанаты группы BOC и участники будут оплакивать его смерть. В конечном счете, курение побороло его. Он был госпитализирован с хроническим заболеванием лёгких. Это был Аллен, который слышал мои первые песни, записанные в колледже, и предложил мне попробовать себя в качестве певца... Много хороших воспоминаний, собранных на протяжении 40 лет, стоили того. Может быть,  прямо сейчас, он играет музыку вместе с Джимом Кэроллом.

## Дискография

### Blue Oyster Cult
Студийные альбомы
- Blue Oyster Cult (1972)
- Tyranny and Mutation (1973)
- Secret Treaties (1974)
- Agents of Fortune (1976)
- Spectres (1977)
- Mirrors (1979)
- Cultösaurus Erectus (1980)
- Fire of Unknown Origin (1981)
- The Revölution by Night (1983)
- Imaginos (1988)
- Bad Channels (1992)
- Heaven Forbid (1998)
- Curse of the Hidden Mirror (2001)

Концертные альбомы
- On Your Feet or on Your Knees (1975)
- Some Enchanted Evening (1978)
- Extraterrestrial Live (1982)
- A Long Day's Night (2002)